# Neosynaptops cupreosplendens
Neosynaptops cupreosplendens là một loài bọ cánh cứng trong họ Attelabidae. Loài này được Macleay miêu tả khoa học năm 1886.